# عروسی خون (فیلم ۱۹۴۱)
عروسی خون (انگلیسی: Blood Wedding) فیلمی در ژانر درام به کارگردانی گوفردو آلساندرینی است که در سال ۱۹۴۱ منتشر شد.